# Latvijas Zaļā partija
Die Grüne Partei Lettlands (lettisch Latvijas Zaļā partija, LZP) ist eine Partei, die 1990 gegründet wurde. Sie bildete mit dem Bauernverband Lettlands (lett. Latvijas Zemnieku savienība, LZS) viele Jahre das Bündnis der Grünen und Bauern (lett. Zaļo un Zemnieku savienība) Im Jahr 2022 beendete man diese Zusammenarbeit und kooperiert seitdem mit dem Lettischen Bund der Regionen als Vereinte Liste (lett. Apvienotais saraksts).

## Inhaltliches Profil
Grundlage dieser Partei sind die „Grünen Ideen“. Die Letten sollen ihr Leben solidarisch und gerecht im Miteinander gestalten. Sie sollen einen hohen Lebensstandard erringen, die Familie und die Kultur Lettlands fördern, vorhandene und allgemein anerkannte Traditionen ehren, die Umwelt schützen und ökologisches Gedankengut herausbilden.
Die Lettischen Grünen positionieren sich wesentlich konservativer als ihre Schwesterparteien in westeuropäischen Ländern, die eher im linken Spektrum verortet sind. Die Behauptung der lettischen nationalen Identität spielt für die Partei ebenso eine Rolle wie der Schutz der natürlichen Umwelt. Ihre Haltung in Fragen des Staatsbürgerschaftsrechts unterschied sich in den 1990er-Jahren kaum von der der nationalkonservativen LNNK. Dies kann als nativistisches Element in ihrer Programmatik zusammengefasst werden.

## Geschichte

### Entstehung und Gründung
Die Grüne Partei wurde am 13. Januar 1990 als erste neue Partei im erwachenden Lettland gegründet, noch vor der offiziellen Unabhängigkeit Lettlands (4. Mai 1990).
Die Idee zur Gründung einer politischen Organisation, welche die Grünen Ideale in Lettland vertritt, reifte auf der ersten Konferenz für „Grüne Logik“ im Herbst 1989.
„Gründungsväter“ der Grünen Partei waren: Olegs Batarevskis, Indulis Emsis, Juris Zvirgzds, Arvīds Ulme, Valts Vilnītis und andere.

### Spätere Entwicklung
Das Bündnis der Grünen und Bauern war bis 2019 Teil der Regierungskoalition. Indulis Emsis war im Jahr 2004 der weltweit erste Regierungschef einer grünen Partei, deren Vorsitz er von 1995 bis 2008 innehatte. 2015 wählte das Parlament den damaligen Parteivorsitzenden der Grünen Raimonds Vējonis zum Präsidenten Lettlands. Bei den Wahlen zur 13. Saeima, dem lettischen Parlament, im Jahr 2018, hatte man gemeinsam mit dem Bauernverband 9,9 % der Stimmen und damit 11 von 100 Sitzen erreicht.
Im Juni 2022 beendete man die 20 Jahre währende Zusammenarbeit mit der LZS. Seitdem kooperiert man mit dem Lettischen Bund der Regionen.

### Mitgliederentwicklung
| Mitgliederzahlen der Grünen Partei Lettlands | Mitgliederzahlen der Grünen Partei Lettlands | Mitgliederzahlen der Grünen Partei Lettlands |
| Jahr                                         | Mitglieder                                   | Anmerkung                                    |
| -------------------------------------------- | -------------------------------------------- | -------------------------------------------- |
| 1990                                         | 123                                          | -                                            |
| 1991                                         | 286                                          | -                                            |
| 1992                                         | 354                                          | -                                            |
| 1993                                         | 130                                          | nach der Neuregistrierung;                   |
| 1995                                         | 182                                          | -                                            |
| 1996                                         | 237                                          | -                                            |
| 1998                                         | 279                                          | -                                            |
| 1999                                         | 315                                          | -                                            |
| 2000                                         | 341                                          | -                                            |
| 2001                                         | 392                                          | -                                            |
| 2002                                         | 437                                          | -                                            |
| 2003                                         | 463                                          | -                                            |
| 2004                                         | 480                                          | -                                            |
| 2008                                         | 600                                          | vorläufig                                    |

Stand: 2004

## Logo der Grünen Partei
Das Symbol der Grünen Partei Lettlands ist der „Baum des Ostens“ (lett. Austras koks) im mittleren unteren Teil des Logos, welcher behütet wird durch das „Symbol Gottes“ (lett. Dieva zīme), ein Dach zum Schutz und zur Vereinigung allen darunter befindlichen Seins.

## Wahlergebnisse
| Jahr | Stimmen | Anteil | Mandate  | Platz |
| ---- | ------- | ------ | -------- | ----- |
| 1993 | 149.347 | 13,4 % | 1/100 1  | 2.    |
| 1995 | 60.352  | 6,3 %  | 4/100 2  | 7.    |
| 1998 | 22.018  | 2,3 %  | 0/100 3  | 8.    |
| 2002 | 93.759  | 9,5 %  | 3/100 4  | 5.    |
| 2006 | 151.595 | 16,8 % | 3/100 5  | 2.    |
| 2010 | 190.025 | 20,1 % | 4/100 6  | 2.    |
| 2011 | 111.955 | 12,2 % | 4/100 7  | 5.    |
| 2014 | 176.922 | 19,7 % | 4/100 8  | 3.    |
| 2018 | 83.675  | 9,9 %  | 1/100 9  | 6.    |
| 2022 | 100.631 | 11,0 % | 4/100 10 | 3.    |

| Jahr | Stimmen | Anteil | Mandate | Platz |
| ---- | ------- | ------ | ------- | ----- |
| 2004 | 24.405  | 4,3 %  | 0/9 11  | 8.    |
| 2009 | 29.463  | 3,7 %  | 0/8 11  | 10.   |
| 2014 | 36.637  | 8,3 %  | 0/8 12  | 4.    |
| 2019 | 25.252  | 5,3 %  | 0/8 11  | 6.    |